# Tetê
Mateus Cardoso Lemos Martins, meglio noto come Tetê (Alvorada, 15 febbraio 2000), è un calciatore brasiliano, centrocampista del Panathīnaïkos.

## Caratteristiche tecniche
È un centrocampista offensivo. Può ricoprire il ruolo di ala destra, ala sinistra e trequartista. Dotato di un ottimo dribbling. Il suo piede preferito è il sinistro.

## Carriera

### Club
Tetê cresce nelle giovanili del Grêmio, a partire dal 2009, fino a quando, nel 2019, lo Šachtar decide di pagare il suo cartellino.
Il 7 marzo 2022 la FIFA annuncia la possibilità per i calciatori dei club ucraini di lasciare il proprio club a seguito dell'invasione della Russia. Grazie a questa regola 24 giorni dopo viene ceduto in prestito all'Olympique Lione.
Il 1º luglio 2022 il prestito viene rinnovato per un'altra stagione.
Il 29 gennaio 2023 viene ceduto in prestito al Leicester City.
Il 10 agosto 2023 viene ceduto a titolo definitivo al Galatasaray.

### Nazionale
È stato convocato dalla nazionale Under-20 brasiliana per prendere parte al Sudamericano Under-20 2019 al posto dell'infortunato Alan Souza.

## Statistiche
Statistiche aggiornate al 24 marzo 2025.

### Presenze e reti nei club
| Stagione               | Squadra                | Campionato             | Campionato | Campionato | Coppe nazionali | Coppe nazionali | Coppe nazionali | Coppe continentali | Coppe continentali | Coppe continentali | Altre coppe | Altre coppe | Altre coppe | Totale | Totale |
| Stagione               | Squadra                | Comp                   | Pres       | Reti       | Comp            | Pres            | Reti            | Comp               | Pres               | Reti               | Comp        | Pres        | Reti        | Pres   | Reti   |
| ---------------------- | ---------------------- | ---------------------- | ---------- | ---------- | --------------- | --------------- | --------------- | ------------------ | ------------------ | ------------------ | ----------- | ----------- | ----------- | ------ | ------ |
| gen.-giu. 2019         | Šachtar                | PL                     | 8          | 2          | KU              | 2               | 2               | UCL+UEL            | 0+0                | 0+0                | SU          | 0           | 0           | 10     | 4      |
| 2019-2020              | Šachtar                | PL                     | 26         | 8          | KU              | 0               | 0               | UCL+UEL            | 3+4                | 1+0                | SU          | 1           | 0           | 34     | 9      |
| 2020-2021              | Šachtar                | PL                     | 24         | 6          | KU              | 1               | 0               | UCL+UEL            | 6+4                | 1+1                | -           | -           | -           | 35     | 8      |
| 2021-feb.2022          | Šachtar                | PL                     | 17         | 9          | KU              | 1               | 0               | UCL                | 10                 | 1                  | -           | -           | -           | 28     | 10     |
| Sachtar Donetsk        | Sachtar Donetsk        | Sachtar Donetsk        | 75         | 25         |                 | 4               | 2               |                    | 27                 | 4                  |             | 1           | 0           | 107    | 31     |
| feb.-giu. 2022         | Olympique Lione        | L1                     | 9          | 2          | CF              | 0               | 0               | UEL                | 2                  | 0                  | -           | -           | -           | 11     | 2      |
| 2022-gen. 2023         | Olympique Lione        | L1                     | 17         | 6          | CF              | 2               | 0               | -                  | -                  | -                  | -           | -           | -           | 19     | 6      |
| Totale Olympique Lione | Totale Olympique Lione | Totale Olympique Lione | 26         | 8          |                 | 2               | 0               |                    | 2                  | 0                  |             | -           | -           | 30     | 8      |
| gen.-giu. 2023         | Leicester City         | PL                     | 13         | 1          | FACup+CdL       | 1+0             | 0+0             | -                  | -                  | -                  | -           | -           | -           | 14     | 1      |
| 2023-2024              | Galatasaray            | SL                     | 33         | 0          | TK              | 3               | 2               | UCL+UEL            | 7+2                | 1+0                | ST          | 0           | 0           | 45     | 3      |
| 2024-2025              | Panathīnaïkos          | SLE                    | 25         | 5          | CG              | 3               | 0               | UEL+UECL           | 3+12               | 1+5                | -           | -           | -           | 43     | 11     |
| Totale carriera        | Totale carriera        | Totale carriera        | 175        | 39         |                 | 13              | 4               |                    | 56                 | 11                 |             | 1           | 0           | 245    | 54     |

### Cronologia presenze e reti in nazionale
| Cronologia completa delle presenze e delle reti in nazionale ― Brasile under 20 | Cronologia completa delle presenze e delle reti in nazionale ― Brasile under 20 | Cronologia completa delle presenze e delle reti in nazionale ― Brasile under 20 | Cronologia completa delle presenze e delle reti in nazionale ― Brasile under 20 | Cronologia completa delle presenze e delle reti in nazionale ― Brasile under 20 | Cronologia completa delle presenze e delle reti in nazionale ― Brasile under 20 | Cronologia completa delle presenze e delle reti in nazionale ― Brasile under 20 | Cronologia completa delle presenze e delle reti in nazionale ― Brasile under 20 |
| Data                                                                            | Città                                                                           | In casa                                                                         | Risultato                                                                       | Ospiti                                                                          | Competizione                                                                    | Reti                                                                            | Note                                                                            |
| ------------------------------------------------------------------------------- | ------------------------------------------------------------------------------- | ------------------------------------------------------------------------------- | ------------------------------------------------------------------------------- | ------------------------------------------------------------------------------- | ------------------------------------------------------------------------------- | ------------------------------------------------------------------------------- | ------------------------------------------------------------------------------- |
| 19-1-2019                                                                       | Rancagua                                                                        | Colombia under 20                                                               | 0 – 0                                                                           | Brasile under 20                                                                | Sudamericano Sub-20 2019 - 1º turno                                             | -                                                                               | 90’                                                                             |
| 21-1-2019                                                                       | Rancagua                                                                        | Brasile under 20                                                                | 2 – 1                                                                           | Venezuela under 20                                                              | Sudamericano Sub-20 2019 - 1º turno                                             | -                                                                               | 76’                                                                             |
| 23-1-2019                                                                       | Rancagua                                                                        | Cile under 20                                                                   | 1 – 0                                                                           | Brasile under 20                                                                | Sudamericano Sub-20 2019 - 1º turno                                             | -                                                                               | 77’                                                                             |
| 25-1-2019                                                                       | Rancagua                                                                        | Brasile under 20                                                                | 1 – 0                                                                           | Bolivia under 20                                                                | Sudamericano Sub-20 2019 - 1º turno                                             | -                                                                               | 79’                                                                             |
| Totale                                                                          |                                                                                 | Presenze                                                                        | 4                                                                               |                                                                                 | Reti                                                                            | 0                                                                               |                                                                                 |

## Palmarès

### Club

#### Competizioni nazionali
- Coppa d'Ucraina: 1

Šachtar: 2018-2019
- Campionato ucraino: 2

Šachtar: 2018-2019, 2019-2020
- Supercoppa d'Ucraina: 1

Šachtar: 2021
- Supercoppa di Turchia: 1

Galatasaray: 2023
- Campionato turco: 1

Galatasaray: 2023-2024